# 12 septembre 1942
Le samedi 12 septembre 1942 est le 255e jour de l'année 1942.

## Naissances
- Éric Sold (mort le 16 août 2000), journaliste français
- Bernard Bertossa, avocat suisse
- Charles L. Grant (mort le 15 septembre 2006), écrivain américain
- Delme Thomas, joueur de rugby
- Dominique Noguez (mort le 15 mars 2019), écrivain et critique cinématographique français
- Dominique Nouvellet, investisseur français
- Eduardo de Gregorio (mort le 13 octobre 2012), cinéaste, scénariste, dialoguiste et pédagogue
- François Tavenas (mort le 13 février 2004), ingénieur et professeur canadien
- Françoise Tulkens, magistrate belge
- Jacques Piasenta, entraîneur d'athlétisme français
- James Makumbi (mort le 8 janvier 2018), homme politique ougandais
- Jytte Hilden, femme politique danoise
- Michel Drucker, journaliste et présentateur de télévision français
- Sylvie Weil, femme de lettres française

## Décès
- Hubert Sittart (né le 20 août 1860), politicien allemand
- Khanpasha Nuradilov (né le 6 juillet 1922), militaire soviétique d'origine tchétchène
- Marion Wallace Dunlop (née le 22 décembre 1865), artiste et suffragette britannique  (1864-1942)
- Valentine Baker (né le 24 août 1888), aviateur britannique
- Zofia Zamenhof (née le 13 décembre 1889), pédiatre polonaise

## Événements
- Début de la bataille d'Edson's Ridge
- Départ du convoi n° 9 du 12 septembre 1942
- Sur ordre du général Władysław Sikorski, une armée polonaise est reformée en Irak (Armée polonaise d’Orient), à partir des troupes basées au Moyen-Orient et des forces polonaises d’URSS évacuées vers l’Iran
- Premier vol de l'avion de tourisme britannique Miles M.38 Messenger
- Tragédie du RMS Laconia